# ديفيد إل. فولتون
ديفيد إل. فولتون (بالإنجليزية: David L. Fulton)‏ هو عالم حاسوب أمريكي، ولد في 25 مايو 1944 في سياتل في الولايات المتحدة.